# Tetramorium microgyna
Tetramorium microgyna é uma espécie de insecto da família Formicidae.
Pode ser encontrada nos seguintes países: África do Sul e Zimbabwe.